# Dongshan, Xiangshan
Dongshan (kinesiska: 东山) är ett stadsdelsdistrikt  i östra Kina. Det ligger i stadsdistriktet Xiangshan i staden Huaibei i provinsen Anhui, omkring 240 kilometer norr om provinshuvudstaden Hefei. Antalet invånare är 32938. Befolkningen består av 15 280 kvinnor och 17 658 män. Barn under 15 år utgör 13,0 %, vuxna 15-64 år 76 %, och äldre över 65 år 9,0 %.